# Le Prix de la peur
Pour plus de détails, voir Fiche technique et Distribution.
Le Prix de la peur (titre original : The Price of Fear) est un film américain réalisé par Abner Biberman, sorti en 1956, avec Merle Oberon, Lex Barker, Charles Drake, Gia Scala, Warren Stevens et Mary Field dans les rôles principaux.

## Synopsis
Davit Barrett (Lex Barker) est le copropriétaire d'une piste organisant des courses de chiens. Il se retrouve malgré lui impliqué dans deux affaires criminelles distinctes. D'abord soupçonné par la police du meurtre de son partenaire qui était en affaire avec le gangster Frank Edare (Warren Stevens), il est ensuite mis en cause par Jessica Waren (Merle Oberon) qui le désigne comme l'auteur d'un accident ayant entraîne un homicide suivi d'un délit de fuite. Arrêté par la police, il doit se défendre pour prouver son innocence, ayant pour seul alibi le fait de ne pas avoir pu commettre les deux méfaits au même moment.

## Fiche technique
- Titre français : Le Prix de la peur
- Titre original : The Price of Fear
- Réalisation : Abner Biberman
- Scénario : Robert Tallman d'après une histoire de Dick Irving Hyland
- Photographie : Irving Glassberg
- Montage : Ray Snyder
- Musique : Joseph Gershenson (de), Heinz Roemheld et Frank Skinner
- Direction artistique : Robert Clatworthy et Alexander Golitzen
- Décors : Oliver Emert et Russell A. Gausman
- Costumes : Jay A. Morley Jr.
- Maquillage : Bud Westmore (en)
- Producteur : Howard Christie (en)
- Société de production : Universal Pictures
- Pays de production :  États-Unis
- Langue originale : anglais
- Genre : Film policier, film noir
- Durée : 79 minutes
- Date de sortie :
  - États-Unis : 13 mars 1956

## Distribution
- Merle Oberon : Jessica Warren
- Lex Barker : David Barrett
- Charles Drake : Pete Carroll
- Gia Scala : Nina Ferranti
- Warren Stevens : Frankie Edare
- Phillip Pine (en) : Vince Burton
- Mary Field : Ruth McNab
- Dan Riss : Jim Walsh
- Konstantin Shayne : Bolasny
- Stafford Repp : Johnny McNab
- Tim Sullivan : Lou Belden

Et, parmi les acteurs et actrices non crédités :
- Abner Biberman
- Robert Carson (en)
- Jack Chefe
- Roy Engel
- Bess Flowers
- Barry Norton
- Steve Pendleton
- Bing Russell
- Floyd Simmons
- Dan Sturkie (it)
- Ken Terrell (en)
- Frank Wilcox

## Autour du film
- Premier rôle au cinéma pour l'athlète américain Floyd Simmons, double médaillé de bronze en décathlon lors des jeux olympiques de 1948 et 1952.

## Source
- Jean Tulard, Le Nouveau guide des films – Intégrale, Paris, Robert Laffont, 2013, 1230 p. (ISBN 978-2-221-10451-4).